# Athysanota punctalus
Athysanota punctalus är en fjärilsart som beskrevs av Dew. Athysanota punctalus ingår i släktet Athysanota och familjen juvelvingar. Inga underarter finns listade i Catalogue of Life.